# カール・ケルナー

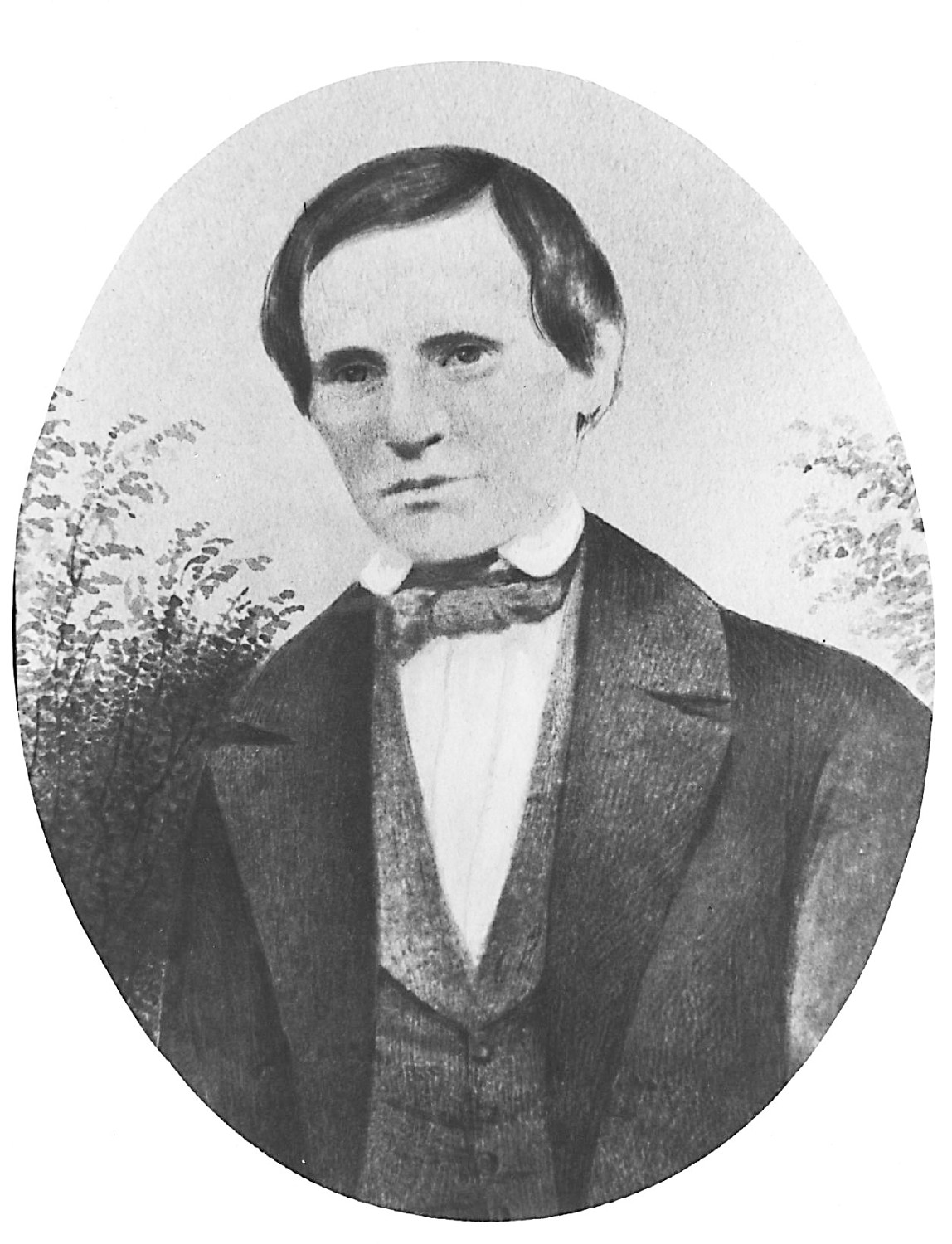
カール・ケルナー

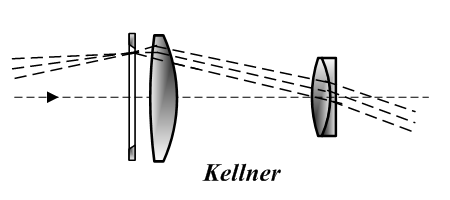
ケルナー型接眼鏡構成図

カール・ケルナー（Carl Kellner, 1826年3月26日 - 1855年3月13日）は、ドイツの光学技術者である。

## 略歴
- 1826年3月26日 - ヘッセン大公国ヒルツェンハインで生まれた。
- 1849年 - 顕微鏡メーカーオプティシェス・インスティトゥート（Optisches Institut, 現ライカ）を設立し、僧院の部屋を借りて作業した[1]。またモーリッツ・ヘンゾルト（Moritz Hensoldt）と共同でヴェッツラーに望遠鏡製造工場を始めたという[1]。
- 1850年 - ケルナー式接眼鏡を発明し、カール・フリードリヒ・ガウスから絶賛されたため多数の注文を受けた[1]。このタイプは望遠鏡の世界では1980年代まで長焦点接眼レンズの定番としてよく使用されていた。
- 1855年3月13日 - 肺結核でヴェッツラーにて亡くなった。